# Keith Tippett
Keith Tippett (Bristol, Inglaterra; 25 de agosto de 1947-14 de junio de 2020) fue un pianista y compositor británico de jazz.

## Biografía
Formó su primera banda de jazz, "The KT7", mientras aún estaba en el instituto. A finales de los años 1960, lideró un sexteto que incluía a Elton Dean en el saxo, Mark Charig con la trompeta y Nick Evans al trombón. Tippett se casó con la cantante Julie Driscoll.
A comienzos de la década de 1970, su big band de jazz rock "Centipede", reunió a los más destacados instrumentistas de jazz y rock de su generación, procedentes de grupos como Soft Machine, Nucleus o King Crimson: Robert Wyatt, Elton Dean, Nick Evans, Mark Charig), Karl Jenkins, Ian Carr, Brian Smith, Jeff Clyne, Roy Babbington, Bryan Spring, John Marshall, Robert Fripp, Peter Sinfield, Ian McDonald y Boz Burrell. Limitado por el coste económico de mover a una formación como esta, solamente realizaron algunos conciertos y grabaron un doble-LP, Septober Energy.
Luego formó, con Harry Miller y Louis Moholo una sección rítmica estable, que estuvo en el centro de un buen número de formaciones británicas de la época.
En esa misma época, colaboró en algunos discos con King Crimson, e incluso apareció en la formación de la banda que participó en el programa de TV, Top of the Pops. con sus propios grupos, desarrolló un estilo evolucionado del free jazz europeo. A finales del siglo XX, formó sus grupos "Mujician"  y, más recientemente, "Work in Progress" (2006).
En 2018 un infarto y una neumonía lo apartaron de los escenarios. Regresó en 2019 con una actuación en directo.
Falleció a los setenta dos años el 14 de junio de 2020, por causas que no han sido desveladas.

## Discografía
Con King Crimson
- 1970 - In the Wake of Poseidon, (piano)
- 1970 - Lizard, (piano & piano eléctrico)
- 1971 - Islands (piano)

Como líder o como acompañante (selección)
- 1969 - 1970, Album (con Shelagh McDonald)
- 1970 - The Keith Tippett Group - You Are Here... I Am There (grabado en Advision Studios, London)
- 1971 - The Keith Tippett Group - Dedicated To You, But You Weren't Listening (con Robert Wyatt)
- 1971 - Centipede - Septober Energy (grabado en Wessex Sound Studios, London, durante tres días, producido por Robert Fripp)
- 1972 - Keith Tippett, con Roy Babbington, Julie Driscoll, Frank Perry y Keith Bailey - Blueprint (producido por Robert Fripp)
- 1973 - Ovary Lodge (con Roy Babbington & Frank Perry)
- 1974 - Amalgam - Innovation (con (Trevor Watts)-(grabado en Chipping Norton Studios, Oxfordshire, UK)
- 1974 - Con Stan Tracey - TNT (grabado en vivo en el Wigmore Hall, Londres)
- 1975 - Con Elton Dean's Ninesense - Live at The BBC Radio 3
- 1975 - Ovary Lodge (con Harry Miller, Julie Driscoll & Frank Perry) - En directo en el Nettlefold Hall, Londres
- 1975 - The Harry Miller's Isipingo - Which Way Now? (grabado en Post-Aula, Bremen, Alemania)
- 1975 - Con Dudu Pukwana Group - Diamond Express (a.k.a. Ubagile)
- 1975 - Con Gary Brooker, Bill Bruford, Phil Collins, Stephane Grappelli, Jack Lancaster, Jon Hiseman, Brian Eno, Alvin Lee, Gary Moore, Cozy Powell, Manfred Mann, Julie Driscoll, Viv Stanshall, etc. - The Rock Peter and the Wolf (arreglo de la obra clásica Peter y el lobo)
- 1976 - Con Elton Dean's Ninesense - Happy Daze
- 1976 - Con Hugh Hopper, Elton Dean, Joe Gallivan - Cruel But Fair (Grabado en The Basement, Oslo)
- 1976 - Con The Harry Miller's Isipingo - Live at 100 Club
- 1977 - Con Mark Charig & Ann Winter - Pipedream (grabado en St. Stephen's Church, Southmead, Bristol, UK)
- 1977 - Con Elton Dean's Ninesense - Oh For The Edge
- 1977 - Con Stan Tracey - Supernova (grabado en vivo en el ICA, Londres)
- 1978 - Con Elton Dean's Ninesense - Live at The BBC Radio 3
- 1978 - Keith Tippett's Ark - Frames: Music For An Imaginary Film (grabado en los Wessex Sound Studios, Londres)
- 1979 - Con The Elton Dean's Quartet (K. Tippett/E. Dean/H. Miller/L. Moholo) - Live at Teatro Cristallo, Milán, Italia
- 1979 - The Unlonely Raindancer (piano solo, en directo)
- 1979 - Live in Milan '79 (piano solo, en directo)
- 1980 - Con The Elton Dean Quintet (Dean, Tippett, Mark Charig, Louis Moholo & Marcio Mattos) - Boundaries (grabado en el Tonstudio Bauer, Ludwigsburg, Alemania)
- 1981 - Mujician I (piano solo)
- 1981 - Con Howard Riley - First Encounter (grabado en vivo en el Goldsmith's College, London)
- 1981 - Con Elton Dean's Ninesense - Suite (incluyendo a Harry Beckett, Harry Miller, Louis Moholo y otros) (grabado en Jazzwerkstatt Peitz No. 41 , Berlín, publicado en 2011)
- 1982 - Con "Company" (Ursula Oppens, Fred Frith, George Lewis, Akio Suzuki, Julie Tippetts, Moto Yoshizawa, Anne Le Baron, Phil Wachsmann & Derek Bailey (grabado en el ICA, Londres)
- 1982 - Con Louis Moholo & Larry Stabbins - Tern (grabado durante el Total Music Meeting, Quartier Latin, Berlín)
- 1983 - Con Peter Brötzmann, Harry Miller & Willi Kellers - Live at Jazzclub Unterfahrt, Munich, Alemania
- 1984 - Con Howard Riley, In Focus (grabado en vivo en The Tramshed, Woolwich, dentro del Greenwich Festival)
- 1984 - Keith Tippett Septet (con Larry Stabbins, Elton Dean, Mark Charig, Nick Evans, Paul Rogers y Tony Levin) - A Loose Kite In A Gentle Wind Floating With Only My Will For An Anchor (grabado en directo en el Barnfield Theatre, Exeter, UK)
- 1985 - Con Hugh Hopper, Elton Dean, Joe Gallivan - Mercy Dash
- 1985 - Con Hans Reichel - Duet Improvisation (Vand'Oeuvre #8501)
- 1986 - Mujician II (piano solo)
- 1986 - Con Dreamtime (Roberto Bellatalla, Gary Curson, Jim Dvorak, Nick Evans & Jim Lebaigue) - Cathanger '86 (grabado en los Cathanger Studios, Somerset)
- 1987 - Mujician III (August Air) (piano solo) (grabado en vivo en el FMP Studio, Berlín)
- 1987 - Con Julie Driscoll - Couple in Spirit (mezclado por Robert Fripp)
- 1987 - Con David Cross, Dan Maurer & Jim Juhn - Low Flying Aircraft
- 1990 - 66 Shades of Lipstick (con Andy Sheppard)
- 1990 - The Dartington Concert (piano solo, en vivo)
- 1991 - Mujician & The Georgian Ensemble - The Bristol Concert (grabado en vivo en el t St. George's Concert Hall, Brandon Hill, Bristol, UK, para la BBC)
- 1992 - The Dedication Orchestra - Spirits Rejoice (grabado en los Gateway Studios, Kingston, Surrey, UK)
- 1993 - Con Willi Kellers & Julie Driscoll - Twilight Etchings (
- 1993 - Con Howard Riley, Interchange (a.k.a. The Bern Concert) (grabado en Studio Bern Schweizer Radio DRS)
- 1994 - The Dedication Orchestra - Ixesha (Time) (grabado en Gateway Studios, Kingston, Surrey, UK)
- 1994 - Mujician - Poem About The Hero (grabado en vivo en el The Michael Tippett Centre, Bath, Inglaterra)
- 1994 - Une Croix Dans L'Océan (solo piano) (grabado en vivo en el Festival International de Musique Actuelle de Victoriaville)
- 1995 - (Mujician - Birdman (grabado en el The Michael Tippett Centre, Bath)
- 1995 - Con Stefano Maltese, Evan Parker & Antonio Moncada - Double Mirror (grabado en el Noto Jazz Festival, Noto, Sicily, Italy)
- 1995 - Con Louis Moholo, Mervyn Africa & Pule Pheto - Mpumi (grabado en los Gateway Studios, Kingston, Surrey, UK)
- 1996 - Con Dennis González & Dallas-London Sextet (Elton Dean, Louis Moholo) - Catechism (The Names We Are Known By) (grabado en The Boathouse Studio, London)
- 1996 - (Con Francine Luce - Bo Kay La Vi-a (Next To The House of Life) (grabado en Gateway Studio, Kingston, Surrey, UK)
- 1996 - Con Elton Dean, Paul Dunmall, Tony Levin, Paul Rogers, & Roswell Rudd - Bladik (grabado en Protocol Studios, Londres)
- 1996 - Con Paul Dunmall Octet - Desire and Liberation (grabado en The Arnolfini Arts Centre, Bristol, UK, by BBC Radio 3)
- 1996 - Con Julie Driscoll - Couple In Spirit II (grabado en vivo en The Stadtgarten, Colonia)
- 1997 - Mujician - Colours Fulfilled (grabado en Gateway Studio, Kingston, Surrey, UK)
- 1997 - Friday the 13th (solo piano) (grabado Sendai, Japón)
- 1997 - Con Paul Dunmall Octet - Bebop Starburst (grabado en Gateway Studio, Kingston, Surrey, UK)
- 1998 - Con Dreamtime - Zen Fish (grabado en Gateway Studios, Kingston, Surrey, UK)
- 1998 - Con RoTToR (Paul Rutherford, Julie & Keith Tippett, Paul Rogers) - The First Full Turn
- 1998 - Keith Tippett Tapestry Orchestra - First Weaving: Live at Le Mans Jazz Festival
- 1999 - Con Daryl Runswick - Set of 5 (2 pianos) (grabado en vivo en el Dartington Hall, UK)
- 2000 - Con Paul Dunmall Octet - The Great Divide (grabado en Gateway Studio, Kingston, Surrey, UK)
- 2000 - Linuckea (Let The Music Speak) (grabado en Gateway Studios, Kingston, Surrey, UK)
- 2000 - Con Paul Dunmall, Peter Fairlough & Philip Gibbs - Onosante
- 2001 - Mujician - Spacetime (grabado en Victoria Rooms, Bristol, UK)
- 2001 - Con Paul Dunmall, Peter Fairlough, Philip Gibbs & Roberto Bellatalla - Kanikazu (grabado en Victoria Rooms, Bristol, UK)
- 2001 - Con Peter Fairclough - Imago (grabado en el Bluecoat Arts Centre, Liverpool)
- 2002 - Con Paul Dunmall Octet - Bridging: The Great Divide Live (grabado en el "Jazz em Agosto Festival", Lisboa, Portugal)
- 2002 - Con Howard Riley & John Tilbury - Another Part of The Story (grabado en Gateway Studios)
- 2003 - (Con Paul Dunmall Moksha Big Band - I Wish You Peace (grabado en Gateway Studios, Richmond, Londres)
- 2003 - Con Howard Riley, Stephen Grew & Pat Thomas - Pianoforte (grabado en la Sheffield University, First Hall)
- 2003 - The Dartington Trio (con Julie Driscoll & Paul Dunmall) - Live at The BBC & Live at The Vortex
- 2004 - Dartington Improvising Trio (con Julie Drsicoll & Paul Dunmall) - Live at The Priory (grabado en vivo en Priory Park, Durante el 3º "Southend-on-Sea International Jazz Festival")
- 2004 - Con Julie Driscoll, Louis Moholo-Moholo & Canto General - Viva La Black: Live at Ruvo Jazz Festival, en Ruvo di Puglia, Bari, Puglia, Italia
- 2005 - Con George Burt/Raymond McDonald Sextet - A Day for A Reason (grabado en An Tobar Arts Centre, Tobermory, Mull, Escocia)
- 2005 - Con Paul Dunmall, Philip Gibbs & Julie Driscoll - Mahogany Rain (grabado en Victoria Rooms, Bristol, UK)
- 2005 - RoToR (Paul Rutherford, Keith Tippett & Paul Roegrs) - RoToR (grabado en vivo en el Jazz Atelier, Ulrichsberger Kaleidophon, Austria)
- 2005 - Mujician - There's No Going Back Now (grabado en el Victoria Rooms, Bristol, UK)
- 2005 - Con The Number (Gary Curson, John Edwards & Mark Sanders) - The Making of Quiet Things
- 2006 - Con George Burt/Raymond McDonald Sextet - Boohoo Fever (grabado en An Tobar Arts Centre, Tobermory, Isle of Mull, Escocia)
- 2007 - Con Stefano Maltese - The Lion Is Dreaming (grabado en Sonoria Studio, Scordia, Sicilia, Italia)
- 2007 - Mujician - The Wise Sage (grabado en vivo en Gateshead, UK)
- 2008 - Con Julie Driscoll, Louis Moholo-Moholo & Minafric Orchestra - Viva La Black (grabado en vivo en la Piazza del Nuraghe, en Sant'Anna Arresi, Cagliari, Italia)
- 2008 - Nostalgia 77 Sessions featuring Keith & Julie Tippett (grabado en Red Kite Studios, Gales, publicado en 2009)
- 2008 - Con Julie Tippetts-Driscoll, Couple In Spirit - Live at Purcell Room (grabado en directos en el Purcell Room, Londres, dentro del 2008 London Jazz Festival)
- 2011 - Keith Tippett Octet (con Paul Dunmall, James Gardiner-Bateman, Peter Fairclough, Kevin Figes, Thad Kelly, Julie Tippetts-Driscoll & Ben Waghorn) - From Granite To Wind (grabado en los Real World Studios, Box (Wiltshire), UK)
- 2011 - Con Michael Giles MAD BAND - In The Moment (grabado en los Real World Studios, Box, Wiltshire, UK)